# Hydrostachys perrieri
Hydrostachys perrieri är en tvåhjärtbladig växtart som beskrevs av C. Cusaet. Hydrostachys perrieri ingår i släktet Hydrostachys och familjen Hydrostachyaceae. Inga underarter finns listade i Catalogue of Life.